# 安征宇
安征宇（1963年10月—），河北清苑人，中华人民共和国政治人物。

## 生平
1963年10月，安征宇出生在河北省清苑县。1981年9月，安征宇成为新疆生产建设兵团农八师133团12连的一名工人。两年后，安征宇考入新疆大学政治系学习政治理论学科，在校期间的1985年12月加入中国共产党，1987年毕业后分配至新疆生产建设兵团劳改警校成为一名教师。1989年12月转入新疆生产建设兵团工交供销公司。
1991年12月，安征宇调入中共新疆维吾尔自治区党委组织部工作，一直到2000年12月。
2001年3月，安征宇出任中共乌鲁木齐市新市区委副书记。2004年8月任中共乌鲁木齐市委组织部副部长。2008年2月任中共乌鲁木齐市天山区委书记，2012年2月起兼任乌鲁木齐市人民代表大会常务委员会副主任。2015年4月，安征宇出任中共乌鲁木齐市委常委、乌鲁木齐市公安局党委书记、局长，次月起兼任警务督察部督察长。2017年4月，安征宇转任中共乌鲁木齐市委副书记、政法委书记。
2017年10月，安征宇调任中共克孜勒苏柯尔克孜自治州党委书记。

### 落马
2022年7月27日，安征宇涉嫌“严重违纪违法”接受新疆维吾尔自治区纪委监委纪律审查和监察调查。